# Metoligotoma bidens
Metoligotoma bidens is een insectensoort uit de familie Australembiidae, die tot de orde webspinners (Embioptera) behoort. De soort komt voor in Australië.
Metoligotoma bidens is voor het eerst wetenschappelijk beschreven door Davis in 1938.